# Toni Sailer
Anton Engelbert „Toni“ Sailer (17. listopadu 1935 Kitzbühel – 24. srpna 2009 Innsbruck) byl rakouský lyžař, herec a zpěvák.
V letech 1972–1976 byl technickým ředitelem a hlavním trenérem rakouské lyžařské federace a v letech 1986–2006 ředitelem sjezdovky Hahnenkamm. Byl zároveň technickým ředitelem závodů FIS a čestným členem různých sportovních organizacích. V rodném Kitzbühelu vedl přes 30 let lyžařskou školu pro děti.

## Rodina
Sourozenci Toniho Sailera, sestra Rosi Sailerová a bratr Rudolf Sailer závodili také ve sjezdovém lyžování, ale výrazných úspěchů nedosáhli.
Sailer byl dvakrát ženatý. Od r. 1976 s Gaby Rummenyovou († 2000) spolu měli syna Floriana. A poté od r. 2006 s Hedwigou Fischerovou.

## Další
Navštěvoval berlínskou divadelní školu a hrál ve více než 20 filmech. Působil také jako zpěvák.

## Ocenění
- Rakouský Sportovec roku 1956, 1957 a 1958
- Olympijský řád 1985
- Rakouský Sportovec století 1999